# Мавровско езеро (Гърция)
 Тази статия е за езерото в Гърция.  За язовира в Северна Македония вижте Мавровско езеро.  
Мавровското езеро (на гръцки: Λίμνη Μαυρούδα, Лимни Мавруда) е езеро, разположено в Северна Гърция, на територията на дем Бешичко езеро.
Езерото е разположено в южните склонове на Богданската планина (Вертискос). Носи името на разположеното на северния му бряг село Маврово, чието име в 1927 година е променено на Мавруда.
Мавровското и съседното Лънджанско езеро са бракични (слабосолени). Двете езера са пресушени от властите в 1960 година, за да се освободи земеделска земя и поради високите нива на малария в района. От 1993 година жителите на района около езерото настояват за неговото възстановяване и съответно гръцката държава започва в 1999 година възстановителен проект, като го финансира с 200 милиона драхми (около $700 000). Езерото е възстановено на 1200 декара, около 25% от първоначалната му площ от 4500 декара по смесен гръцко-американски проект наречен „Мавровско езеро“. Проектът е изработен от професорите Георгиос Залидис и Томас Крисман.